# La prochaine fois
La prochaine fois es el vigésimo álbum oficial en estudio del cantautor chileno Ángel Parra como solista. Fue lanzado originalmente en Francia en 1982, país donde vivió el exilio producto de la dictadura militar en su país. Todos los temas son compuestos por Ángel, salvo el último, en conjunto con Matías Pizarro y Patricio Castillo. La décima canción, «Cantos a la Virgen de la Tirana», es interpretada junto a su hermana, la cantautora Isabel Parra.
El título del disco está en francés, y en castellano significa «La próxima vez».

## Lista de canciones
Toda la música compuesta por Ángel Parra, salvo que se indique lo contrario. 
| Passion selon Saint Jean |                                                      |                                                |          |  |
| N.º                      | Título                                               | Música                                         | Duración |  |
| 1.                       | «La prochaine fois»                                  |                                                | 2:30     |  |
| 2.                       | «La caja azul»                                       |                                                | 2:56     |  |
| 3.                       | «No quiero, Virgen María»                            |                                                | 2:24     |  |
| 4.                       | «Reflexiones»                                        |                                                | 2:32     |  |
| 5.                       | «Mujeres chilenas»                                   |                                                | 2:39     |  |
| 6.                       | «La golondrina»                                      |                                                | 4:58     |  |
| 7.                       | «Caracoles de Mallorca»                              |                                                | 3:04     |  |
| 8.                       | «Te ofrezco mi mano»                                 |                                                | 2:56     |  |
| 9.                       | «Romance del sol y la luna»                          |                                                | 2:11     |  |
| 10.                      | «Cantos a la Virgen de la Tirana» (con Isabel Parra) |                                                | 4:25     |  |
| 11.                      | «Ya no tiene remedio»                                |                                                | 3:06     |  |
| 12.                      | «Pomaire»                                            | Matías Pizarro, Patricio Castillo, Ángel Parra | 4:53     |  |
| 38:34                    |                                                      |                                                |          |  |